# Karl August Christian zu Mecklenburg

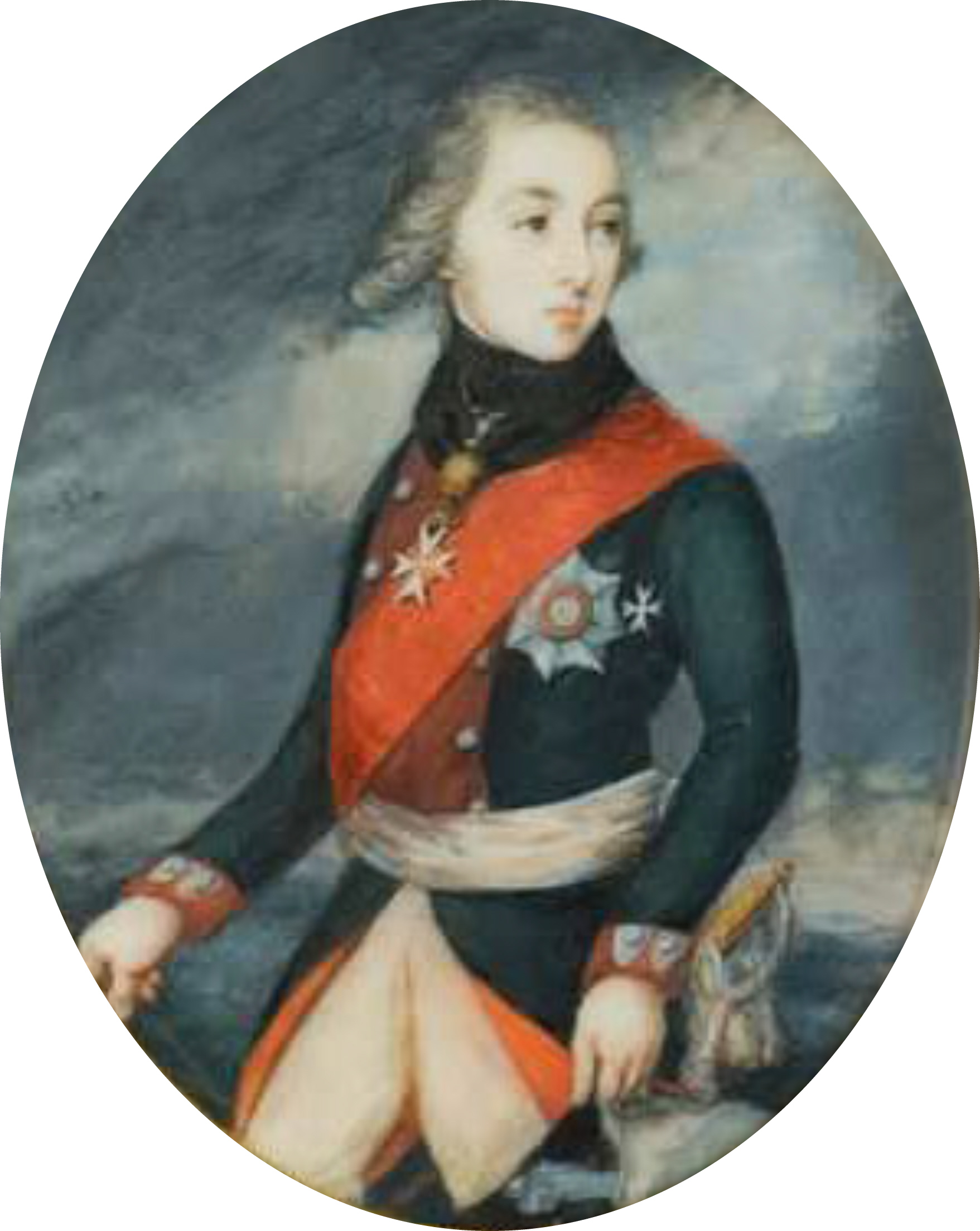
Herzog Karl (August Christian) von Mecklenburg-Schwerin (1801)

Karl August Christian, Herzog zu Mecklenburg [-Schwerin], eigentlich: Karl, Herzog zu Mecklenburg (* 2. Juli 1782 in Ludwigslust; † 22. Mai 1833 ebenda) war ein Soldat und kämpfte als General in russischen Diensten gegen Napoleons Truppen.

## Leben
Herzog Karl (August Christian) entstammte der Linie Mecklenburg-Schwerin des mecklenburgischen Fürstenhauses. Er war der drittälteste Sohn des Thronfolgers, (seit 1785 regierenden) Herzogs und späteren Großherzogs Friedrich Franz I. (1756–1837) und dessen Ehefrau Luise (1756–1808), der Tochter von Johann August von Sachsen-Coburg.
Als Sechsjähriger erhielt er am 8. Januar 1789 eine Präbende als Domherr am Lübecker Dom. Bald nach der Heirat seines ältesten Bruders Friedrich Ludwig zu Mecklenburg mit der russischen Großfürstin Helena Pawlowna Romanowa trat er in russische Dienste. Nach schnellem Aufstieg wurde er 1805 Generalmajor und Kommandant eines in Smolensk stationierten Regiments. Im Jahr darauf wurde er zum Generalleutnant befördert und zog mit dem Korps des Generals Levin August von Bennigsen nach Preußen. Hier wurde er im Juni 1807 in der Schlacht bei Heilsberg schwer verwundet. Nach dem Frieden von Tilsit kehrte er nach Russland zurück und wurde in der Endphase des Russisch-Türkischen Krieges 1811 gegen die Türken eingesetzt. Während des Russlandfeldzuges im Jahr 1812 bekam er das Kommando über eine Brigade in der 2. Grenadier-Division und wurde während der Schlacht von Borodino im Rahmen des 8. Armeekorps (General Borosdin) erneut verwundet. Am 31. Oktober 1812 wurde er zum Generalleutnant befördert und kämpfte dann in den Schlachten bei Malojaroslawetz, Wjasma und Krasnoi. 1813 nahm er an den Schlachten von Großgörschen, Bautzen, Dresden und Kulm sowie im Oktober 1813 an der sogenannten Völkerschlacht bei Leipzig teil. Im Feldzug von 1814 kämpfte er in der Schlacht von Brienne, bei La Rothière, Bar-sur-Aube und Laon und nahm an der Einnahme von Paris teil.
Anfang Mai 1814, nach dem Sieg über Napoleon Bonaparte, quittierte er seinen Dienst und zog sich nach Ludwigslust zurück, wo er auch starb. Vom 11. Juli bis 3. August 1822 hielt er sich zu einer Badekur im Mineralbad zu Goldberg auf.
Er nahm 1811 den etwa fünfjährigen Sohn eines gefallenen türkischen Soldaten in sein Haus auf, ließ ihn auf den Namen Carl Gustav Janus taufen und sorgte für seine Ausbildung. Janus wurde später Förster in Backendorf (heute Bakendorf, Ortsteil von Gammelin bei Hagenow).

## Auszeichnungen
- St.-Alexander-Newski-Orden
- St.-Wladimir-Orden
- St.-Annen-Orden
- Bailli und Kommandeur des Johanniterordens

## Nachweise
1. ↑  Wolfgang Prange: Verzeichnis der Domherren. In: Ders.: Bischof und Domkapitel zu Lübeck: Hochstift, Fürstentum und Landesteil 1160-1937. Lübeck: Schmidt-Römhild 2014 ISBN 978-3-7950-5215-7, S. 420 Nr. 416; das Lübecker Domkapitel war eine überwiegend lutherische Institution. Mit den Pfründen waren so gut wie keine Pflichten verbunden. Wie alle 1803 lebenden Domherren, behielt er die Einkünfte aus der Präbende auch nach der Säkularisation des Hochstifts Lübeck im Reichsdeputationshauptschluss auf Lebenszeit
2. ↑  Order of Battle of the Imperial Russian Armies (Memento vom 10. März 2010 im Internet Archive)
3. ↑  A. Becker: Nachrichten über das Stahlbad zu Goldberg in Mecklenburg-Schwerin. 1862, S. 19.

| Personendaten    | Personendaten                                                                                        |
| ---------------- | --- |
| NAME             | Karl August Christian zu Mecklenburg                                                                 |
| ALTERNATIVNAMEN  | Karl August Christian (vollständiger Name); Mecklenburg, Karl August Christian zu (Falschschreibung) |
| KURZBESCHREIBUNG | Herzog zu Mecklenburg, russischer General                                                            |
| GEBURTSDATUM     | 2. Juli 1782                                                                                         |
| GEBURTSORT       | Ludwigslust                                                                                          |
| STERBEDATUM      | 22. Mai 1833                                                                                         |
| STERBEORT        | Ludwigslust                                                                                          |